# Joya de los Molinos
Joya de los Molinos är en ort i Mexiko.   Den ligger i kommunen Pátzcuaro och delstaten Michoacán de Ocampo, i den södra delen av landet, 260 km väster om huvudstaden Mexico City. Joya de los Molinos ligger 2 245 meter över havet och antalet invånare är 656.
Terrängen runt Joya de los Molinos är kuperad. Runt Joya de los Molinos är det ganska tätbefolkat, med 179 invånare per kvadratkilometer. Närmaste större samhälle är Pátzcuaro, 2,9 km norr om Joya de los Molinos. I omgivningarna runt Joya de los Molinos växer huvudsakligen savannskog.